# 烏氏藍子魚
烏氏藍子魚為輻鰭魚綱鱸形目刺尾魚亞目藍子魚科的其中一種，於1974年由Michael J. Gawel和David J. Woodland首次正式描述，其模式產地為Joske Reef，位於斐濟維提島蘇瓦以西3公里處，分布於西太平洋的斐濟海域，棲息深度3-30公尺，本魚體呈橢圓形且側扁，橫向壓縮的深身體，其深度大約是其標準長度的兩倍多，尾鰭微凹，前鼻孔開口是一個非常短的管子，稍微擴展到鼻孔後部，並且在背鰭前面有一個傾斜的脊柱，除胸鰭，背鰭和臀鰭，尾鰭，身體後部的軟部分為黃色外，其餘顏色為深的紫褐色，背鰭硬棘13枚、背鰭軟條10枚、臀鰭硬棘7枚、臀鰭軟條9枚，硬棘具有毒腺，體長可達24公分，棲息在珊瑚礁區，以藻類為食，成魚成對活動，稚魚成群出現，可作為觀賞魚。

## 擴展閱讀
維基物種上的相關：烏氏藍子魚